# アービン・マクドウェル
アービン・マクドウェル（英: Irvin McDowell、1818年10月15日 - 1885年5月10日）は、アメリカ合衆国陸軍の職業軍人であり、南北戦争では最初の大規模会戦である第一次ブルランの戦いで敗北を喫したことで有名になった。

## 初期の経歴
マクドウェルはオハイオ州コロンバスで生まれた。当初はフランスのトロワ大学で学んだ後、1838年にウェストポイントの陸軍士官学校を卒業した。この時の同級生の一人P・G・T・ボーリガードは後に第一次ブルランの戦いで敵対者となった。少尉に任官し、第1アメリカ砲兵連隊に配属された。ウェストポイントで戦術の教官を務めた後、米墨戦争ではジョン・E・ウール将軍の副官になった。ブエナ・ビスタの戦いで名誉大尉となり、戦後は総務局長の下で働いた。1856年、総務局の少佐に昇進した。

## 南北戦争
マクドウェルは1861年5月14日に正規軍の准将に昇進し、それまで戦闘で軍隊を指揮したことが一度も無かったにも拘わらず、北東バージニア軍の指揮官を任された。この昇進にはその庇護者でアメリカ合衆国財務長官のサーモン・P・チェイスの影響力もあった。マクドウェルは自分の部隊の経験が足りなく、戦いの準備ができていないことを分かっていたが、ワシントンD.C.の政治方達からの圧力もあり、バージニア州北部で南軍に対する時期尚早の攻撃を仕掛けることを強いられた。第一次ブルランの戦いでの戦略は創意に富んだものだったが、野心的に複雑なものでもあり、その軍隊は戦略通りに効果的にことを運ぶには経験が足りず、結果は総崩れとなった。
ブルランでの敗北の後、ジョージ・マクレラン少将がワシントンを守る北軍、ポトマック軍の指揮官に任命された。マクドウェルは新しい軍隊の1個師団を率いたが、マクレランは間もなくその軍隊指揮系統を再構成して、翌年春にマクドウェルには第1軍団指揮を任せた。マクドウェルの軍団はワシントンを守るために後方に置かれ、マクレランが半島方面作戦を率いたときはその支援のために行軍することが期待された。しかし、南軍ストーンウォール・ジャクソン将軍のバレー方面作戦でワシントンが攻撃される可能性を恐れて神経質になった政治家達が、マクドウェルの40,000名の部隊を後方に留めさせた。
結果的にマクドウェル、ジョン・C・フレモントおよびナサニエル・バンクス各将軍の独立した3人の指揮する部隊がジョン・ポープ少将のバージニア軍に組み込まれ、マクドウェルはその第3軍団を率いた。シーダー山の戦いでの功績により、1865年には正規軍の名誉少将になったが、それに続く第二次ブルランの戦いでの惨劇で非難された。マクドウェルは、ポープがこの戦闘中の命令不服従の容疑で軍法会議に掛けたフィッツ・ジョン・ポーターに対する証言を行うことでその責を免れた。公式には免責となったものの、その後2年間、実質的に軍隊の指揮から外されることになった。

## その後の任務および戦後の経歴
1864年7月、太平洋方面軍の指揮官を任された。後にカリフォルニア方面軍、第4軍管区（レコンストラクション中のアーカンソー州とルイジアナ州の軍政府）および西部方面軍の指揮官を歴任した。1872年には正規軍の恒久少将に昇進した。1879年、ラザフォード・ヘイズ大統領が始めた査問委員会がフィッツ・ジョン・ポーターの恩赦を推薦する報告書を発行すると、第二次ブルランの戦いでの敗北原因の大半はマクドウェルに帰することになった。この報告書で、マクドウェルは決断が出来ず、適切な相談を怠り、また能力不足で、ポーターの情報要請に対して繰り返し返答を怠り、ロングストリートの部隊配置についてポープへの情報提供を怠り、軍法ではその任務であった北軍左翼の指揮を執ることを怠ったとされていた。
マクドウェルは1882年にアメリカ陸軍から退役し、カリフォルニア州サンフランシスコの公園コミッショナーを務め、1885年に死んだ。サンフランシスコ・プレシディオにある国立サンフランシスコ墓地に埋葬されている。